# تپه محمدعلی خان و قلعه کرج
تپه محمدعلی خان و قلعه کرج مربوط به دوران پیش از تاریخ ایران باستان - دوران‌های تاریخی پس از اسلام است و در شهرستان صحنه، بخش دینور، روستای کرج واقع شده و این اثر در تاریخ ۱۸ خرداد ۱۳۸۴ با شمارهٔ ثبت ۱۱۸۳۵ به‌عنوان یکی از آثار ملی ایران به ثبت رسیده است.